# Lithobius caninensis
Lithobius caninensis är en mångfotingart som beskrevs av Muralevitch 1906. Lithobius caninensis ingår i släktet Lithobius och familjen stenkrypare. Inga underarter finns listade i Catalogue of Life.